# Nyslögstjärnen
Nyslögstjärnen är en sjö i Ljusdals kommun i Hälsingland och ingår i Ljusnans huvudavrinningsområde. Sjön har en area på 0,0474 kvadratkilometer och ligger 269 meter över havet.

## Delavrinningsområde
Nyslögstjärnen ingår i det delavrinningsområde (690254-148371) som SMHI kallar för Ovan Våsån. Medelhöjden är 296 meter över havet och ytan är 29,93 kvadratkilometer. Räknas de 15 avrinningsområdena uppströms in blir den ackumulerade arean 104,83 kvadratkilometer. Sillerboån (Väljeån) som avvattnar avrinningsområdet har biflödesordning 2, vilket innebär att vattnet flödar genom totalt 2 vattendrag innan det når havet efter 183 kilometer. Avrinningsområdet består mestadels av skog (87 procent). Avrinningsområdet har 0,13 kvadratkilometer vattenytor vilket ger det en sjöprocent på 0,4 procent.